# 蚕種製造業者
蚕種製造業者（さんしゅせいぞうぎょうしゃ）とは蚕の品種改良および蚕種紙の製造を主な生業とする、いわゆる蚕種製造業に従事する業者・法人のことをいう。
養蚕農家への蚕種紙の販売、蚕の飼育法の指導も重要な業務で、蚕業の根幹にあたる部分を担う。
戦前には隆盛で全国に大小の蚕種製造業者があり、品種改良も盛んに行われ、日本はフランスやイタリアと並ぶ蚕の品種改良の先進地であった。
江戸期までは専業の蚕種製造業者は少なかったが、明治期に入り、生糸の国際競争力増強の必要性から、より特化した優れた品種を持つ蚕種製造業者が多く現れた。蚕種製造業には多くの資本投下、知識集約が必要であったため、いわゆる名望家層、豪農層から転じて専業化したものが多かった。
戦後は蚕業の衰退とともに数を減らし、今では国内にわずかに数業者が存在するのみとなっている。